# Ligne de tramway 3 (SNCV Groupe de Louvain)
Pour les articles homonymes, voir Ligne 3.
La ligne 3 est une ancienne ligne du tramway de Louvain de la Société nationale des chemins de fer vicinaux (SNCV) qui reliait Louvain à Lovenjoel.

## Histoire
Porte de Malines (Mechelsepoort) - Canal (Kanaal) - Stapelhuizen - Gare centrale  -  Grand-Place (Grote Markt) - Porte de Tirlemont (Tiensepoort) - Tivoli : ouverture en novembre 1912.
La ligne est supprimée le 14 août 1952 et remplacée par une ligne d'autobus.

## Exploitation

### Horaires
Tableaux : 323 (1931), numéro de tableau partagé entre les lignes urbaines du réseau de Louvain : 1, 2, 3, 4, 5.